# Грамбах
Грамбах (нем. Grambach) — коммуна в Австрии, в федеральной земле Штирия.
Входит в состав округа Грац.  Население составляет 1512 человек (на 31 декабря 2005 года). Занимает площадь 6,94 км².

## Политическая ситуация
Бургомистр коммуны — Петер Гспальтль (СДПА) по результатам выборов 2005 года.
Совет представителей коммуны (нем. Gemeinderat) состоит из 15 мест.
- СДПА занимает 9 мест.
- АНП занимает 6 мест.